# Ziggo Dome
Lo Ziggo Dome è un'arena situata nella città olandese di Amsterdam, nello stadsdeel di Zuidoost, inaugurata nel 2012. Ospita eventi sportivi e, soprattutto, concerti.

## Concerti principali
- 24 giugno 2012: Marco Borsato
- 26 e 27 giugno 2012: Pearl Jam
- 7 e 8 luglio 2012: Madonna - MDNA Tour
- 13 luglio 2012: John Fogerty
- 18 luglio 2012: Paul Simon
- 14 settembre 2012: George Michael
- 17 e 18 settembre 2012: Lady Gaga - The Born This Way Ball
- 6 ottobre 2012: Lionel Richie
- 14 ottobre 2012: Radiohead
- 20 ottobre 2012: Headhunterz
- 3 novembre 2012: BLØF
- 22 novembre 2012: Jason Mraz
- 25 novembre 2012: Skunk Anansie
- 30 novembre 2012: André Rieu
- 3 dicembre 2012: The Black Keys
- 4 dicembre 2012: Deep Purple
- 6 dicembre 2012: Chris Brown
- 7 e 12 dicembre 2012: Swedish House Mafia
- 17 dicembre 2012: Muse
- 31 dicembre 2012: Freaqshow
- 25 gennaio 2013: The Script
- 27 marzo 2013: Lil Wayne
- 30 marzo 2013: Mumford & Sons
- 19 aprile 2013: Pink - The Truth About Love Tour
- 21 e 22 aprile 2013: Beyoncé
- 3 maggio 2013: One Direction
- 14 maggio 2013: Mark Knopfler
- 2 giugno 2013: Rush
- 8 giugno 2013: Toto
- 25 giugno 2013: Iron Maiden
- 5 luglio 2013: The Who
- 2 settembre 2013: Caro Emerald
- 10 novembre 2013: MTV Europe Music Awards
- 7 dicembre 2013: Depeche Mode - The Delta Machine Tour
- 20 gennaio 2014: Maroon 5 - Overexposed tour
- 22 febbraio 2014: Avicii - True Tour
- 17 maggio 2014: Cliff Richard
- 20 giugno 2014: Miley Cyrus - Bangerz Tour
- 24 gennaio 2015: Hardwell - United We Are Tour
- 6 giugno 2015: Mark Knopfler
- 8, 9, 12, 13 settembre 2015: U2 - Innocence + Experience Tour
- 26 gennaio 2016: Ellie Goulding - Delirium World Tour
- 1, 3, 4 e 6 giugno 2016: Adele- Adele Live 2016
- 17 ottobre 2016: Zucchero Fornaciari - Black Cat World Tour
- 14 e 16 marzo: Ariana Grande - The Dangerous Woman Tour
- 13 novembre 2016: The Cure
- 2 giugno 2017: Deep Purple - The long goodbye tour
- 4 e 6 settembre 2017: Metallica -   Woldwired Tour
- 30 settembre 2017: Headhunterz
- 25, 26, 28 ottobre 2017: Simply Red - Symphonica in Rosso - Live at Ziggo Dome, Amsterdam
- 13 gennaio 2018: Depeche Mode
- 20 gennaio 2018: Lady Gaga
- 13 febbraio 2018: Kygo
- 17 febbraio 2018: The Chainsmokers
- 23 febbraio 2018: Kendrick Lamar
- 25, 27 maggio 2018: Katy Perry
- 12, 13 giugno 2018: Pearl Jam
- 18, 19, 22, 23 giugno 2018: Roger Waters
- 24 giugno 2018: Lenny Kravitz
- 7, 8 luglio 2018: Paul Simon
- 7, 8 ottobre 2018: U2
- 13 ottobre 2018: BTS
- 25 marzo 2019: Nicki Minaj
- 8, 17 giugno 2019: Elton John
- 8 luglio 2019: Christina Aguilera
- 23, 24 agosto, 11 settembre 2019: Ariana Grande
- 12 settembre 2019: Muse
- 30 settembre 2019: Cher
- 15 febbraio 2020: Halsey
- 21, 22 marzo 2022 Genesis
- 23, 24 aprile 2022: Suzan & Freek
- 2, 3, 4, 5 giugno 2022: Armin Van Buuren
- 22 dicembre 2022: Blackpink